# Le avventure di Zarafa - Giraffa giramondo
Le avventure di Zarafa - Giraffa giramondo (Zarafa) è un film del 2012 diretto da Rémi Bezançon e Jean-Christophe Lie. È un film d'animazione in 2D franco-belga basato sulla vera storia della giraffa Zarafa, e ha ottenuto un buon successo in patria. Uscito nei cinema francesi il 21 gennaio 2012, il lungometraggio è uscito nei cinema italiani il 4 aprile 2013.

## Trama
Il film inizia con due bambini africani, Maki e Soula legati, il loro villaggio è stato distrutto da uno schiavista francese di nome Moreno e tutti gli abitanti sono stati catturati. Più coraggioso della sua amica, Maki riesce a scappare, viene inseguito da Moreno che si era accorto della sua fuga ma riesce a scamparlo e passa la notte su un albero.
Il giorno dopo Maki scappa nel deserto in groppa a una giraffa (accompagnata da un cucciolo) che viene però uccisa da Moreno; il bambino viene salvato da un beduino di nome Hassan che battezza la piccola giraffa Zarafa. Maki promette alla mamma di Zarafa di prendersi cura del suo cucciolo e segue Hassan fino al suo paese, che inizialmente cercherà di sbarazzarsi del bambino ma poi accetterà la sua presenza. Prima di arrivare a destinazione, i due si fermano dal mercante che dà loro due mucche, Moon e Sunn, in seguito rincontreranno Moreno e Soula ma anche questa volta riescono a scamparla. Dopo, arrivano alla corte del pascià d'Egitto Mèhèmet Ali, e si scopre che fin dall'inizio, Hassan aveva la missione di portare Zarafa in Francia da re Carlo X come dono dal pascià affinché si schierasse con lui nella guerra con i Turchi.

## Distribuzione
Le date di uscita internazionali sono state:
- 21 gennaio 2012 in Francia
- febbraio 2012 in Germania
- 15 febbraio 2012 in Belgio
- 4 aprile 2013 in Italia[1]